# Naomi Fontaine
Naomi Fontaine (Uashat, 29 de setembro de 1987) é uma atriz, romancista, poetisa e escritora canadense de Quebec. É uma das mais proeminentes escritoras das Primeiras Nações na literatura canadense francófona contemporânea. É membra da nação Innu.

## Biografia

### Infância e educação
Membra da nação Innu de Uashat — uma reserva indígena — na província de Quebec, no Canadá. Estudou educação na Universidade Laval, em cidade de Quebec.

### Escritora
Seu romance de estreia, "Kuessipan", de 2011, recebeu uma menção honrosa no "Prêmio dos Cinco Continentes da Francofonia" (em francês:  Prix des cinq continents de la francophonie), em 2012. "Kuessipan" é um romance meditativo sobre a vida na selva do nordeste de Quebec. Ela escreveu este romance, em francês, aos vinte e três anos. Ela retrata uma comunidade de Innu, caçadores e pescadores nômades, e de mães trabalhadoras e seus filhos, suportando uma realidade dura, às vezes cruel, com silenciosa dignidade. Permeando o livro está uma sensação palpável de lugar e tempo representado como uma série de momentos. Anciãos que observam seus parentes crescerem diante de seus olhos; casais envolvidos em crises domésticas e jovens arruinados pelo álcool; tambores de pele de caribu que põem os moradores de pé; e vidas passadas ao longo de uma baía que reflete a beleza da terra e a verdade universal de que a vida é um quebra-cabeça fugaz cujas peças devem ser encaixadas antes de poder ser vivida plenamente.
Seu segundo romance, "Manikanetish", foi publicado, em 2017, e foi finalista do Prêmio do Governador Geral para ficção em língua francesa (em francês:  Prix du Gouverneur général : romans et nouvelles de langue française), de 2018. Também em 2017, seu curta-metragem "Tshinanu" foi selecionado para inclusão na edição canadense da Granta.